# Карлос Валдерама
Карлос Алберто Валдерама Паласио (на испански: Carlos Alberto Valderrama Palacio) е бивш колумбийски футболист, роден на 2 септември 1961 г. в Санта Марта. Играл е на поста полузащитник и е считан от мнозина за най-добрия колумбийски футболист на всички времена. Два пъти е награждаван като Футболист № 1 на Южна Америка - през 1987 и 1993 г. Освен с точните си пасове и способността да играе еднакво добре и с двата крака, Валдерама е известен и с дългата си, руса къдрава коса. Със своите 111 мача за националния отбор на Колумбия той е рекордьор по този показател.

## Клубна кариера
Валдерама започва да играе футбол на професионално ниво в първодивизионния Унион Магдалена през 1981 г. През 1984 г. преминава в един от грандовете - Мийонариос, където започва обещаващо, но във втората част на сезона губи добрата си форма и ръководството решава да го продаде на Депортиво Кали през 1985 г. С този отбор изиграва няколко много добри мача и всички в Колумбия започват да свързват с него надеждите си за добро представяне на националния отбор. На терена Валдерама се разбира прекрасно с Бернардо Редин, образувайки фамозното дуо Редин-Валдерама, благодарение на което дори феновете на противниковите отбори признават Депортиво Кали за най-атрактивно играещ отбор. Въпреки това отборът не успява да се пребори за титлата и през 1985 и 1986 г. финишира на второ място. Третото място на Колумбия на Копа Америка през 1987 г., избирането на Валдерама за футболист №1 на Южна Америка през същата година и добрата му игра в приятелски мач срещу Англия на Уембли привлича вниманието на редица европейски отбори и в крайна сметка колумбиецът преминава във френския Монпелие през 1988 г., а английската преса, впечатлена от показаното срещу Англия, нарича Монпелие „щастливци“. Началото в Монпелие обаче е трудно за Валдерама, който освен че пристига не в оптимална форма, не е свикнал и с по-твърдия европейски стил на игра. Той не успява да се пребори за титулярно място през първия си сезон във Франция, но това се променя с пристигането на полския треньор Хенрик Касперчак през 1989 г. Валдерама, заедно с Ерик Кантона, е с голяма заслуга за спечелването на Купата на Франция през 1990 г. и добрите игри на отбора в турнира за КНК. През 1991 г. Валдерама е закупен от испанския Реал Валядолид, където се събира с трима сънародници - Рене Игита, Леонел Алварес и треньора Франсиско Матурана. Валдерама обаче остава в Испания само половин сезон, защото отборът изпада във финансови затруднения и през 1992 г. се завръща в родината си, подписвайки с Индепендиенте Меделин. В Меделин той довършва втората част от сезона, след което преминава в Атлетико Хуниор, отбор с амбиции отново да се докосне до шампионската купа след над десетгодишна суша. За целта освен Валдерама се привлечени и други играчи с богат опит. Начинанието е успешно - Атлетико печели шампионата през 1993 и 1995 г. и освен това достига до полуфинал за Копа Либертадорес. След това Валдерама отива в САЩ в новосформираната Мейджър Лийг Сокър. Две години играе за Тампа Бей Мютини, където постига значителни успехи - извежда отбора до два финала в Източната конференция, печели наградата за най-полезен играч на първенството и в мача на звездите през 1996 г., и МЛС Съпортърс Къп (най-добър отбор в редовния сезон) през същата година, избран е в идеалния отбор на първенството през 1996 и 1997 г. През 1998 г. Валдерама извежда Маями Фюжън до плейофите, а в периода 1999 - 2001 г. отново дърпа конците в Тампа Бей Мютини. В последния си сезон той помага на Колорадо Рейпидс да достигне до плейофите. Тогава, освен че става най-възрастният играч, играл в МЛС, той добавя още няколко към своите асистенции в МЛС - общо 114, и е рекордьор по този показател, преди да бъде задминат от бившия си съотборник в Мютини Стийв Ралстън.

## Национален отбор
Валдерама дебютира за Колумбия през 1985 г. срещу Парагвай в плейоф за класиране на Световното първенство през 1986 г. - в първия мач, загубен с 3:0, той играе само последните десет минути, а в реванша, спечелен с 2:1, започва като титуляр. През 1987 г. Колумбия, заедно с Чили, са приятната изненада на Копа Америка, достигайки съответно до третото и второто място. Колумбия е на крачка от финала, но губи от Чили след продължения. Валдерама обаче е звездата на турнира с пет асистенции и един гол в четири мача. В квалификациите за Световното първенство през 1990 г. Валдерама е капитан на Колумбия и отборът успява да се класира на такъв форум за първи път от 28 години. Там за първи път в историята си Колумбия стига до мач от директните елиминации, но отпада от Камерун след продължения. Валдерама отново е на висота с две асистенции и гол при общо четирите гола за отбора на турнира. На световните първенства през 1994 и 1998 г. Колумбия постига само по една победа в груповата фаза и отпада рано, а Валдерама е титуляр във всичките мачове.

## Успехи
Депортиво Кали
- Категория Примера А
  - Вицешампион: 1985, 1986

 Монпелие
- Купа на Франция
  - Носител: 1990

 Атлетико Хуниор
- Категория Примера А
  - Шампион: 1993, 1995

 Тампа Бей Мютини
- МЛС Съпортърс Шийлд
  - Ностител: 1996

 Колумбия
- Копа Либертадорес
  - Трето място: 1987

Футболист № 1 на Южна Америка
- Носител: 1987, 1993

Идеален отбор на МЛС
- 1996, 1997

Най-полезен играч в МЛС
- Носител: 1996